# Herrmannella panopeae
Herrmannella panopeae is een eenoogkreeftjessoort uit de familie van de Lichomolgidae. De wetenschappelijke naam van de soort is voor het eerst geldig gepubliceerd in 1949 door Illg.